# Меглінген
Меглінген (нім. Möglingen) — громада в Німеччині, знаходиться в землі Баден-Вюртемберг. Підпорядковується адміністративному округу Штутгарт. Входить до складу району Людвігсбург.
Площа — 9,93 км2. Населення становить 11 320 ос. (станом на 31 грудня 2020).